# Ankylocythere bidentata
Ankylocythere bidentata är en kräftdjursart som först beskrevs av Rioja 1949.  Ankylocythere bidentata ingår i släktet Ankylocythere och familjen Entocytheridae. Inga underarter finns listade i Catalogue of Life.